# Santi Trancho
Santiago Trancho Rusillo (Madrid, España; 24 de marzo de 1983 - Galapagar; 7 de marzo de 2015), también conocido como Santi Trancho o SantiT. Rusillo, fue un operador de cámara profesional, conocido principalmente por ser el cámara de Frank Cuesta en los programas de televisión Frank de la jungla y La selva en casa. También se le conoció por ser el novio de la actriz española Ana Fernández García. Falleció a causa de un accidente de motocicleta a la edad de 31 años.

## Biografía

### Primeros proyectos televisivos
Uno de los primeros proyectos en los que trabajó Santi Trancho fue bajo la dirección de Iñigo Pérez Tabernero en Mediapro, en el canal Telecorazón. A los 23 años se incorporó como cámara al elenco de Supervivientes. Poco después comenzó a trabajar en Callejeros viajeros, destacando su reportaje junto a Sonia López en Tokio.

### Frank de la junglayLa selva en casa(salto a la fama)
Junto con Nacho Medina como director y Frank Cuesta como presentador, Santi Trancho se embarcó en un proyecto con la productora Molinos de papel. Gracias a la apuesta de Nacho Medina, Santi pasó de ser una cámara profesional detrás de la pantalla a interpretar el papel coprotagonista en Frank de la jungla, algo muy inusual en cualquier programa de televisión. El público respondió bien a este tipo de proyecto, destacando el hecho de que una cámara interactuase con el presentador en el propio proceso de grabación, realizando preguntas y participando en la actuación.
Con el programa Frank de la jungla recibió el premio Ondas a la Innovación.

### Último proyecto
En el último proyecto, Santi grababa junto al periodista Melchor Miralles un nuevo proyecto para Mediaset denominado En tierra de nadie, que reflejaba el drama de los inmigrantes mexicanos que se juegan la vida para llegar a Estados Unidos y los grupos organizados y mafias que se lucran de ello. Durante la grabación del reportaje, Santi sufrió un fallido intento de secuestro en el hotel en el que se encontraba junto a su compañero Melchor Miralles y el resto de su equipo.
El propio Miralles comentó en MorninGlory su experiencia con Santi: "Sólo pasé un año con Santi, pero jamás conecté así con nadie. Sé que ahora estará riéndose, con su moto y tomándose una hamburguesa".

## Aficiones
Las tres aficiones principales de Santi Trancho eran el motociclismo, los animales y las hamburguesas, no en vano llegó a tener en su vida 5 motocicletas distintas y llegó a comerse una hamburguesa de 1,4 kg.